# Alopecurus arundinaceus
La cola de zorra  (Alopecurus arundinaceus) es una hierba de la familia de las gramíneas. Es originaria de Eurasia.

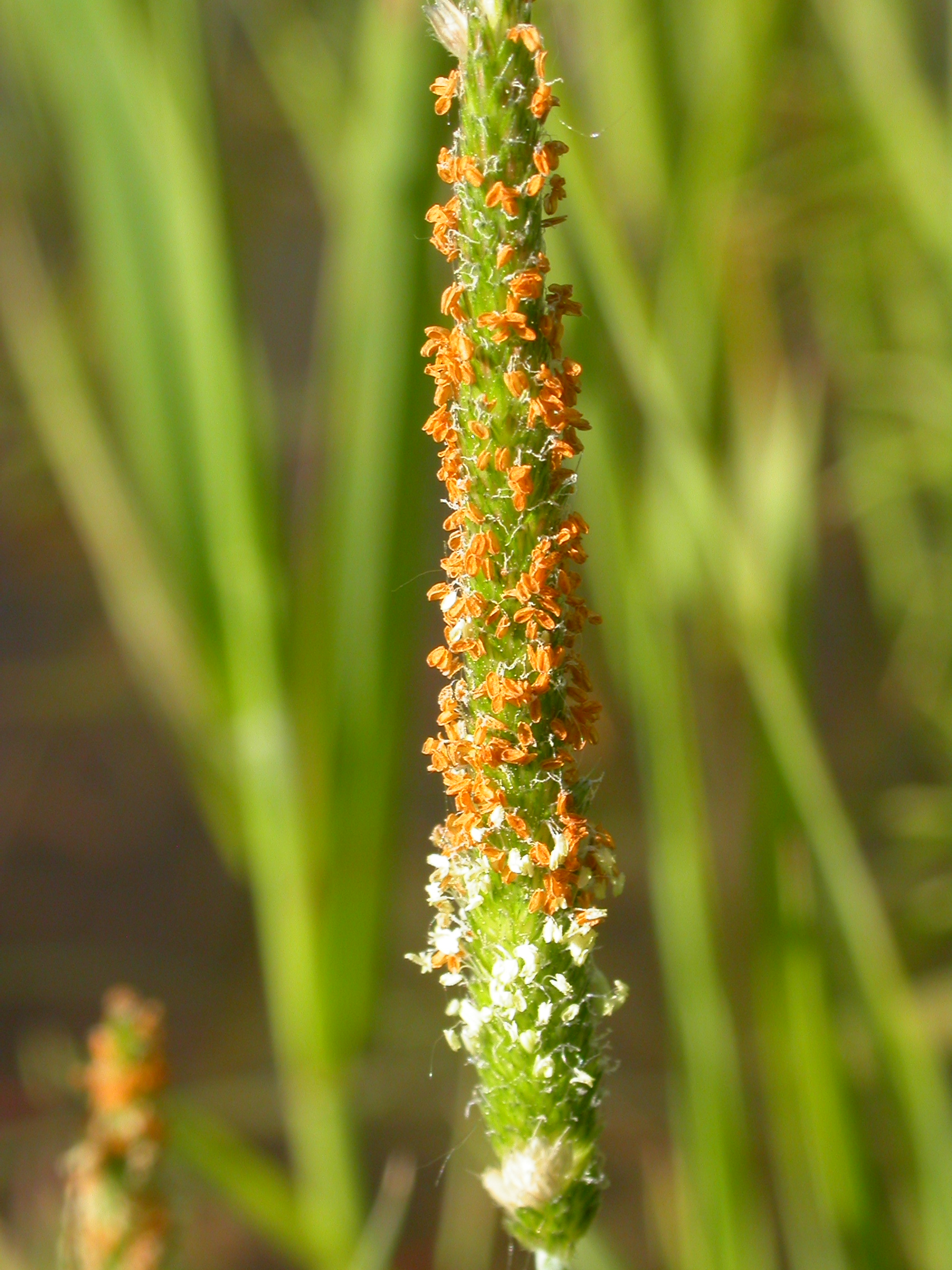
Inflorescencia

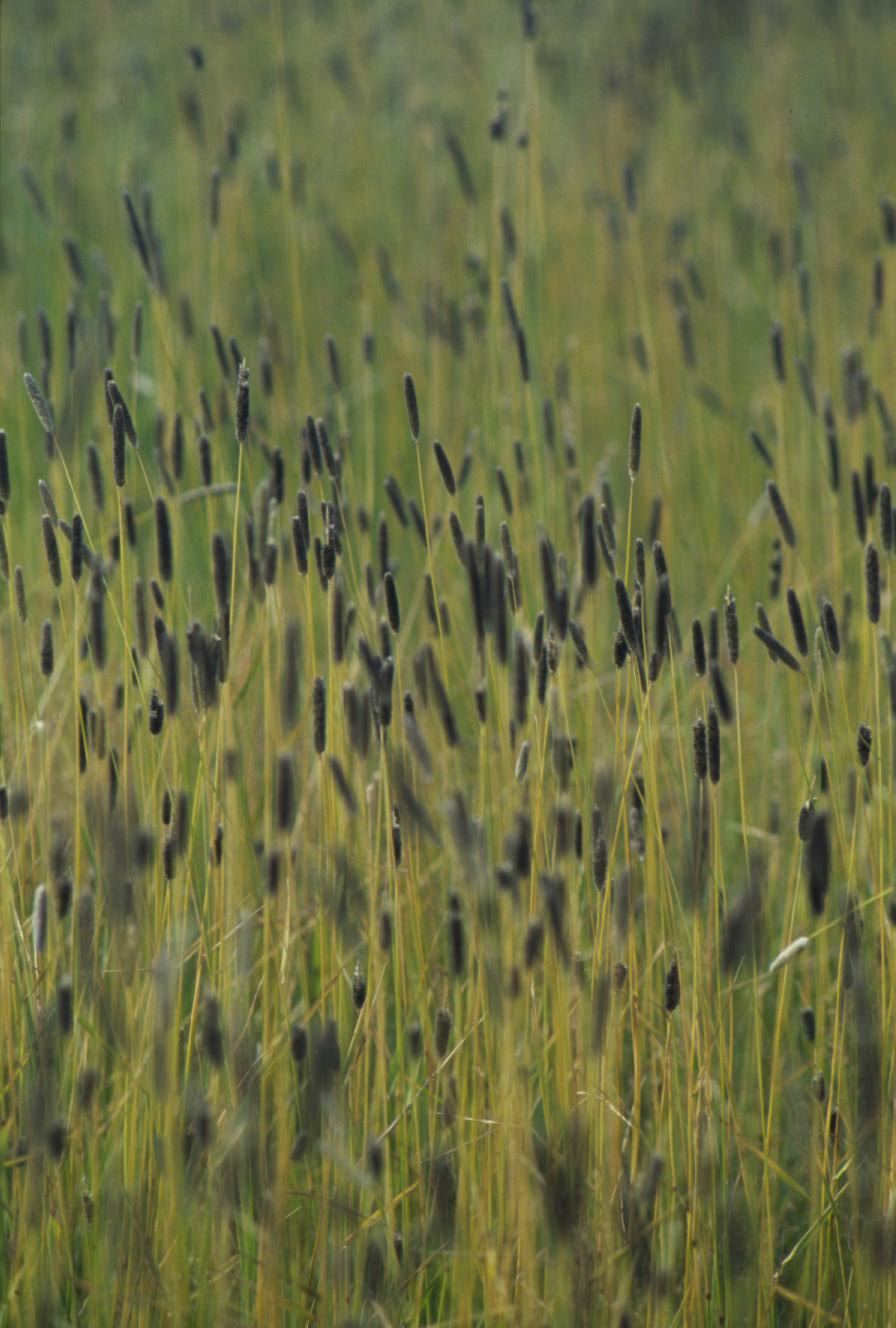
Vista de la planta en su hábitat

## Descripción
L
Son plantas laxamente cespitosas, con estolones de hasta 6 cm. Tallos de 30-95 cm de altura, recubiertos en la base por vainas marcescentes y fibrosas, a veces subbulbosos, glabros. Hojas glabras, con lígula de 2-5 mm y limbo de 5-25 cm x 3-11 mm; las superiores con vaina ligeramente inflada. Panícula de 3-7 x 0,8-1,2 cm, cilíndrica, rara vez ovoidea. Espiguillas de 4,5-6 mm, con callo redondeado. Glumas anchamente lanceoladas, agudas, más o menos divergentes, vilosas, al menos sobre los nervios y la quilla. Lema de 4-5 mm, anchamente lanceolada, oblicuamente truncada en el ápice, con márgenes soldados en el 1/3 o 1/4 inferior, glabra o cortamente ciliada en el ápice; arista de 5-9 mm, inserta en el 1/3 inferior de la lema. Anteras de 2,5-4 mm. Cariopsis de 3 x 1,3 mm.  Florece de abril a junio.

## Distribución y hábitat
Se encuentra en pastizales húmedos en las regiones Mediterránea, Irano-Turánica y Macaronésica. En la península ibérica se distribuye por Los Pedroches, Sierra Norte de Sevilla, Aracena, Cordillera Subbética.

## Taxonomía
Alopecurus arundinaceus fue descrita por  Jean Louis Marie Poiret y publicado en Flora Petropolitana 16. 1799.
Citología
Número de cromosomas de Alopecurus arundinaceus (Fam. Gramineae) y táxones infraespecíficos: 2n=28
Etimología
Alopecurus nombre genérico que proviene del griego alopes -ekos, (zorro), y oura (cola), por la forma de la panícula.
arundinaceus: epíteto latino que significa "similar a Arundo". 
Sinonimia
NOTA: Los nombres que presentan enlaces son sinónimos en otras especies: 
- Alopecurus aquaticus
- Alopecurus armenus
- Alopecurus arundinaceus subsp. armenus
- Alopecurus arundinaceus subsp. castellanus
- Alopecurus arundinaceus subsp. exserens
- Alopecurus arundinaceus var. pashkiensis
- Alopecurus arundinaceus var. ruthenicus
- Alopecurus baikalensis
- Alopecurus castellanus
- Alopecurus elatior
- Alopecurus exaltatus
- Alopecurus geniculatus var. ventricosus
- Alopecurus intermedius
- Alopecurus liouvilleanus
- Alopecurus muticus
- Alopecurus nigrescens
- Alopecurus nigricans
- Alopecurus nigricans var. humilis
- Alopecurus nigricans var. ventricosus
- Alopecurus pratensis subsp. aquaticus
- Alopecurus pratensis var. armenus
- Alopecurus pratensis subsp. arundinaceus
- Alopecurus pratensis var. arundinaceus
- Alopecurus pratensis var. castellanus
- Alopecurus pratensis subsp. liouvilleanus
- Alopecurus pratensis var. liouvilleanus
- Alopecurus pratensis subsp. nigricans
- Alopecurus pratensis subsp. ventricosus
- Alopecurus pratensis var. ventricosus
- Alopecurus pratensis var. exalatus
- Alopecurus pratensis var. exserens
- Alopecurus pratensis var. ruthenicus
- Alopecurus repens
- Alopecurus ruthenicus
- Alopecurus ruthenicus var. exserens
- Alopecurus ruthenicus var. nigricans
- Alopecurus salvatoris
- Alopecurus sibiricus
- Alopecurus ventricosus
- Alopecurus ventricosus var. exserens
- Alopecurus ventricosus var. glaucus
- Alopecurus ventricosus var. lobatus